# Pokémon the Movie: Hoopa and the Clash of Ages
Pokémon the Movie: Hoopa and the Clash of Ages (ポケモン・ザ・ムービーXY 光輪の超魔神 フーパ, Pokemon Za Mūbī Ekkusu Wai Ring no chōmajin Hoopa, lit. "Pokémon o Filme XY: O Archdjinni dos Anéis: Hoopa") é um filme japonês de animé realizado por Kunihiko Yuyama. É o décimo oitavo filme da franquia homónima e o segundo da série XY. Foi lançado nos cinemas japoneses a 18 de julho de 2015.. Em Portugal, o filme estreou em 1 de junho de 2016 na Netflix. No Brasil, estreou em 11 de agosto de 2016 no Cartoon Network.

## Enredo
Durante a batalha entre Groudon, Kyogre e Rayquaza, Ash e seus amigos são atraídos por um som de um anel que começa a sugar tudo à sua volta, enviando para outro local. Eles não conseguem se segurar e acabam sendo sugados para o portal e chegam a um local desconhecido. Enquanto Ash e Pikachu estão comendo rosquilhas, eles encontram o mítico Pokémon Hoopa que concorda em viajar com eles.

## Elenco
| Personagem            | Japão                                                              | Brasil |
| --------------------- | ------------------------------------------------------------------ | --- |
| Satoshi (Ash Ketchum) | Rica Matsumoto                                                     | Fábio Lucindo |
| Pikachu               | Ikue Ōtani                                                         | Ikue Ōtani |
| Serena                | Mayuki Makiguchi                                                   | Michelle Giudice |
| Citron (Clemont)      | Yūki Kaji                                                          | Bruno Mello |
| Eureka (Bonnie)       | Mariya Ise                                                         | Jussara Marques |
| Musashi (Jessie)      | Megumi Hayashibara                                                 | Isabel de Sá |
| Kojirō (James)        | Shin'ichirō Miki                                                   | Márcio Araújo |
| Nyarth (Meowth)       | Inuko Inuyama                                                      | Armando Tiraboschi |
| Narrador              | Unshō Ishizuka                                                     | Fábio Moura |
| Hoopa                 | Rie Kugimiya (Forma confinada) Kōichi Yamadera (Forma desacoplada) | Flora Paulita (Forma confinada) Fábio de Castro (Forma desacoplada)                                                       |
| Barza (Baraz)         | Junko Takeuchi (criança) Tatsuya Fujiwara (adulto)                 | Lucas Gama (criança) Marcio Marconato (adulto)                                                                            |
| Mary (Meray)          | Ayane Sakura (criança) Shoko Nakagawa (adulta)                     | Fernanda Bullara (criança) Márcia Regina (adulta)                                                                         |
| Ghris                 | Toshiyuki Morikawa                                                 | César Marchetti |
| Outras Vozes          |                                                                    | Samira Fernandes, Fátima Noya, Fernando Prata, Fátima Silva, Elisa Villon, Caio Guarnieri, Cássius Romero e Mauro Eduardo |

Dublagem realizada por Centauro Comunicaciones em cooperação com SDI Media.
Produtor executivo: Kenji Okubo
Produtor: Eric Heath
Produtor de localização: Jay Blake
Edição de Som: Danilo Batistini
Direção de dublagem: Márcia Regina
Tradução: Ivan Della Cruz
Adaptação: Márcia Regina
Versão Brasileira de Every Side of Me (Você me conhece bem)
Performance: Monica Toniolo
Letra: Pedro Sangali

## Histórico de lançamento
| País           | Data de lançamento     |
| -------------- | ---------------------- |
| Japão          | 18 de julho de 2015    |
| Estados Unidos | 19 de dezembro de 2015 |
| Portugal       | 1 de junho de 2016     |
| Brasil         | 11 de agosto de 2016   |